# Станчик (картина)
«Ста́нчик» (пол. Stańczyk), или «Ста́нчик при дворе королевы Бо́ны после потери Смоле́нска» (пол. Stańczyk na dworze królowej Bony po utracie Smoleńska ) — картина в стиле академизма польского художника Яна Матейко, одна из нескольких его картин, на которых изображён исторический персонаж, королевский шут Станчик; на этой картине показана его реакция на сдачу Смоленска Русскому государству в 1514 году. Полотно написано в 1862 году и представляет собой живопись маслом на холсте размером 88×120 см. В настоящее время хранится в Национальном музее в Варшаве.
Полотно было приобретено Национальным музеем в 1924 году. Во время Второй мировой войны картина была похищена нацистами, затем находилась в СССР и около 1956 года была возвращена Польше. Одно из самых известных произведений Яна Матейко. Картина была признана одним из самых узнаваемых экспонатов Национального музея и является главной картиной в «Коллекции польских картин до 1914 года». Основная композиция построена на контрасте между серьёзным шутом и весёлым балом, написанном на заднем плане. Картина создала образ Станчика, который стал культовым и широко признанным в Польше.

## История
Ян Матейко был очарован личностью Станчика со времен своей юности и изобразил его в нескольких полотнах, в частности в «Освящении колокола короля Сигизмунда» (1874) и «Прусской дани» (1882). При создании этой картины на живописца оказала влияние книга «Король замка» Северина Гощинского, главный герой которой, одиночка, живущий на замковых руинах, пытается примирить прошлое и настоящее, вдохновлённый личностью Станчика. Полотно было завершено в 1862 году, когда Яну Матейко было двадцать четыре года. Это одна из самых известных работ живописца, которая принесла ему широкую известность. Полотно рассматривается, как ключевая картина для понимания стиля и развития творчества Яна Матейко. Художник дал своё лицо Станчику, и с этой работы начал серию картин, анализирующих и интерпретирующих историю Польши через образ Станчика.
Картина также считается очень важной для культуры Польши в целом. Она была признана, как одно из самых узнаваемых полотен Национального музея в Варшаве и является главной картиной в «Коллекции польских картин до 1914 года». Картина создала образ Станчика, который стал знаковым, и был повторен в других работах, таких, как пьеса «Свадьба» (1901) Станислава Выспянского. Самые известные картины Яна Матейко представляют собой, как правило, большие групповые сцены; изображения отдельных персонажей встречаются в творчестве живописца редко.
Вначале картина не привлекла большого внимания. Она была приобретена Краковским обществом друзей изящных искусств для подарочной лотереи. Затем некоторое время находилась в собственности человека по фамилии Корытко; в это время полотно было слегка повреждено. С ростом известности Яна Матейко картина была вновь выставлена и признана шедевром. В 1924 году полотно приобрёл Национальный музей в Варшаве. Во время Второй мировой войны картину похитили нацисты, затем она попала в СССР, а около 1956 года была возвращена Польше.

## Описание
Основная композиция картины построена на контрасте между серьёзным шутом, который является центром всей картины, и весельем на балу на заднем плане. Станчик изображен сидящим в одиночестве в тёмной комнате, в то время, как в соседнем зале проходит праздник, устроенный королевской четой. Выражение лица Станчика не похоже на то, которое можно было бы ожидать от шута. Он мрачен и погружён в раздумья. О серьёзности настроения шута также говорят кадуцей, брошенный им на пол и священный медальон Богоматери Ченстоховской — покровительницы Польши, который выглядывает у него на торсе из-под одежды. Морщина на ковре у ног Станчика могла образоваться из-за того, что он тяжело рухнул на стул при чтении письма или из-за нервного смещения ног после этого. На столе лежит письмо, в котором, вероятно, сообщается о том, что ВКЛ потеряло Смоленск, взятый Русским государством. Это событие стало причиной печали Станчика и размышлений шута о судьбе его отечества. Письмо, похоже, было отброшено каким-то чиновником, и только шут осознает его значение, пока правители устраивают балы, празднуя недавнюю победу в Оршанской битве и игнорируя плохие новости о Смоленске. Письмо датировано 1533 годом (Ad MDXXXIII) и имеет надпись «Самогития», название одной из провинций Великого княжества Литовского. Запись не совпадает с фактической датой падения Смоленска в 1514 году и является предметом постоянных дискуссий, поскольку маловероятно, что дотошный Ян Матейко, известный благодаря использованию точной символики и иконографии, совершил ошибку. Другой предмет, лютня, символ славы, в руках карлика, во времена Яна Матейко считавшегося символом упадка нравственности, символизирует вырождение династии Ягеллонов. Выбитое или разбитое окно и скомканная скатерть намекают на нарушение существующего хода истории. В окне виден затемнённый профиль Вавельского собора в Кракове — место коронации королей Польши. В небе рядом с ним заметна комета, предзнаменование несчастья. Образы падения завершены включением трёх звезд пояса Ориона, видимых выше и слева от шпиля собора. В античной мифологии Орион был могущественным охотником, ослепленным эго и собственным величием, а в итоге поверженным укусом скорпиона.

## Парадокс грустного клоуна
Парадокс грустного клоуна — это концепция, согласно которой тот, кто выглядит счастливым снаружи, на самом деле печален внутри. Клоун обычно ассоциируется с этим парадоксом, поскольку обычно рассматриваются как счастливая фигура, но Станчик — шут, чья работа — развлекать, показан в момент безнадежности. Темные цвета на картине передают эту тему с контрастом ярких цветов в бальном зале.